# Emil Ljungqvist
Frans Emil Ljungqvist, född 6 september 1849 i Stockholm, död 14 december 1913 i Stockholm, var en svensk skådespelare, teaterregissör och teaterchef.
Ljungqvist spelade vid olika ambulerande sällskap mellan 1871 och 1884, var därefter vid Nya Teatern i Stockholm 1884–1889 och hos Albert Ranft 1889–1894, även som regissör. Från 1894 hade han eget sällskap. Bland hans roller märks Johan Fleming i Josef Julius Wecksells Daniel Hjort, Aron i Johan Jolins Barnhusbarnen, Måns Bengtsson i Engelbrekt, Peter Dunn i Niobe, Hugo Frinell i Våra flickjägare och Wärman i Panelhöns.
Ljungqvist var far till skådespelerskan Hildur Lithman. De är begravda på Norra begravningsplatsen utanför Stockholm.

## Filmografi
- 1913 – När kärleken dödar